# キャンディマン (2021年の映画)
『キャンディマン』（原題: Candyman）は、2021年のアメリカ合衆国の超自然的スラッシャー映画である。ニア・ダコスタが監督、ジョーダン・ピール、ウィン・ローゼンフェルド、ダコスタが脚本を務める。1992年に公開された同名の映画の精神的続編であり、『キャンディマン2』（1995年）、『キャンディマン3』（1999年）に続く「キャンディマン」映画シリーズの第4作目。

## ストーリー
2019年、ヴィジュアルアーティストのアンソニーは、恋人のブリアナと共にシカゴのカブリーニ・グリーンに建つ高級マンションに転居した。この一帯はかつて低所得者層の集合住宅が建ち並び、今も無人の廃墟が残っている地域だった。
カブリーニ・グリーンの都市伝説を聞くアンソニー。かつて、ヘレン・ライルという大学院生が、この地の伝説を調査中に錯乱し、大量殺戮の果てに住人の赤ん坊を拉致したという。創作活動に行き詰まっていたアンソニーは、刺激を求めて集合住宅の廃墟に入り込み、コイン・ランドリーの店主バークと知り合った。子供の頃から集合住宅の住人だったというバークは、アンソニーにキャンディマンの伝説を語った。
カブリーニ・グリーンの住人だったシャーマンという黒人は右手がなく、フック(かぎ爪)の義手を装着していたが、子供にキャンディを配る優しい男だった。1977年、彼が白人少女に渡したキャンディにカミソリの刃が仕込まれていた。大勢の白人警官に囲まれ、その場で殺されるシャーマン。たが、カミソリの犯人は別にいて、シャーマンは冤罪だった。以来、鏡に向かって5回その名を唱えると、蜂の大群を従えた殺人鬼が現れ、“右手の鋭利なフックで体を切り裂かれる”というキャンディマンの伝説が生まれたという。
この伝説をタイトルにしたアンソニーの新作アートは評判を呼び、原因不明の惨殺事件まで発生した。一方で、廃墟で蜂に刺されたアンソニーの右手はただれ、悪夢や幻覚も見始めた。そんなアンソニーに伝説の詳細を語るバーク。キャンディマンの呪いには、シャーマンだけでなく、差別で殺された何代もの黒人の恨みが籠っていたのだ。
アンソニーを探してコイン・ランドリーを訪ね、バークに囚われるブリアナ。バークは、キャンディマンのスポークスマンだったのだ。ブリアナの眼の前でバークに右手を切られ、フック(かぎ爪)を差し込まれるアンソニー。何とか拘束をとき、バークを殺すブリアナ。だが、キャンディマンに変貌したアンソニーは、ブリアナに「全ての者に伝えろ」と言い残して姿を消した。

## キャスト
※括弧内は日本語吹替。
- アンソニー・マッコイ：ヤーヤ・アブドゥル＝マティーン2世（杉村憲司）
- ブリアナ・カートライト：テヨナ・パリス（鷄冠井美智子）
- トロイ・カートライト：ネイサン・スチュワート＝ジャレット（岡井カツノリ）
- ウィリアム・バーク：コールマン・ドミンゴ（竹田雅則）
- グレイディ・グリーンバーグ：カイル・カミンスキー
- フィンリー・スティーブンス：レベッカ・スペンス
- シャーマン・フィールズ / キャンディマン：マイケル・ハーグローヴ
- クライヴ・プライブラー：ブライアン・キング
- ジェイムソン：カール・クレモンズ・ホプキンズ
- ダニエル・ハリントン：クリスティアーナ・クラーク
- ジャック・ハイド：トーリー・ハンソン
- アニカ：ブリアンナ・リンド
- デヴリン・シャープ：パム・ジョーンズ
- ギル・カートライト：セドリック・メイズ
- TVニュースのアンカー：ナンシー・ペンダー
- ヘレン・ライル：ヴァージニア・マドセン（声）
- アン＝マリー・マッコイ：ヴァネッサ・ウィリアムズ[※ 1]
- ダニエル・ロビテイル / キャンディマン（英語版）：トニー・トッド